# NS-Baureihe Mat ’64
 Mat ′64 oder Materieel ′64 waren Elektrotriebzüge, die von der Niederländischen Eisenbahn als Nachfolger der NS-Baureihe Mat ’54 ab den 1960er-Jahren eingesetzt wurden. Wie bereits der Vorgänger haben sie aufgrund der markanten Kopfform einen Spitznamen erhalten. Der Vorgänger wird „Hondekop“ (deutsch Hundekopf) und die Baureihe Mat ′64 „Apenkop“ (deutsch Affenkopf) genannt. Die Ziffer 64 bezeichnet das Jahr der Erstbestellung der Serienversion. Es gibt von der Baureihe zwei Ausführungen, die zweigliedrigen „Plan V“ und die viergliedrigen „Plan T“. Vom Plan V wurden insgesamt 246 Einheiten mit maximal 144 Sitzplätzen und vom Plan T 30 Einheiten mit 271 Sitzen in Betrieb genommen. Die Mat ′64 waren über mehrere Jahrzehnte das Rückgrat des inländischen Personenverkehrs der Niederländischen Eisenbahn.

## Entwicklung und Herstellung
Von der Vorgänger-Baureihe Mat ′54 sind im Zeitraum von 1956 bis 1964 insgesamt 141 Einheiten von der Niederländischen Eisenbahn in Dienst gestellt worden. Das Grundkonzept konnte für den Nachfolger Mat ′64 weitgehend übernommen werden. Das Aussehen der Triebköpfe war ähnlich, jedoch waren die Lampen und vorderen Fenster anders angeordnet und auch die Wölbung des Bugs wurde leicht geändert. Eine wesentliche Änderung betraf die Achsformel. Die angetriebenen Drehgestelle wurden zur Zugmitte gelegt, damit sie im Fall einer Kollision besser geschützt sind.
1961 wurde mit der Typenbezeichnung Plan TT der Prototyp des ersten Mat ′64 hergestellt. Die Buchstabenkombination „TT“ steht für „Treinstel Toekomst“ (deutsch Triebwagen der Zukunft). Die Unterschiede bestanden aus mehreren technischen Verbesserungen, einer Komforterhöhung und Maßnahmen zur Steigerung der Sicherheit, wie z. B. zentralverschließbaren Türen, Pantografen in Zugmitte, Gewichtsreduzierung und Lautsprecheranlagen. Die ersten Züge waren wie auch die Mat ′54 grün mit einem gelben Band lackiert. Ab 1968 wurde die Lackierung auffallend geändert. Die Züge erhielten ein markantes Design, gelb mit drei schrägen blauen Streifen sowie abgesetzten grauen Elementen. Anfangs verfügte ein Teil der Züge über einen Gepäck- oder Postraum an einem Zugende, der jedoch später durch einen variablen Raum mit Klappsitzen ersetzt wurde. Die Plan T verfügten ursprünglich über einen Buffetbereich mit Küche und Service, der in den 1990er-Jahren ausgebaut wurde, um die Zahl der Sitzplätze zu erhöhen.
Hersteller des Prototyps sowie der nachfolgenden Serie war das Unternehmen Werkspoor in Amsterdam. Angesichts des großen Bestellvolumen bewarben sich auch die Unternehmen Talbot aus Aachen und DÜWAG aus Düsseldorf erfolgreich um einen Teil des Liefervolumens. Als Werkspoor 1972 die Fertigung von Eisenbahnfahrzeugen einstellte, wurde Talbot der alleinige Lieferant. Seitdem werden alle in den Niederlanden eingesetzten Fahrzeuge im Ausland produziert. Nach insgesamt 277 hergestellten Einheiten wurde am 14. Dezember 1976 der letzte Triebzug ausgeliefert.

## Baureihen
Es gab über den Zeitraum der Lieferungen mehrere Baureihen und Unterbaureihen. Insgesamt wurden von der Niederländischen Eisenbahn 246 Plan V und 31 Plan T beschafft.
| Generation:     | Baujahr:  | Anzahl: | Nummern: | Hersteller:  |
| --------------- | --------- | ------- | -------- | ------------ |
| Plan TT         | 1961      | 1       | 501      | Werkspoor    |
| Plan T          | 1964–1965 | 30      | 502–531  | Werkspoor    |
| Plan V1, V2, V3 | 1966–1970 | 38      | 401–438  | Werkspoor    |
| Plan V4         | 1969–1970 | 18      | 441–458  | Werkspoor    |
| Plan V5         | 1969–1970 | 13      | 459–471  | Talbot/DÜWAG |
| Plan V6         | 1969–1970 | 12      | 472–483  | Werkspoor    |
| Plan V7         | 1970–1972 | 40      | 801–840  | Werkspoor    |
| Plan V8         | 1972–1976 | 30      | 841–870  | Talbot       |
| Plan V9         | 1972–1976 | 18      | 871–888  | Talbot       |
| Plan V10        | 1972–1976 | 32      | 889–920  | Talbot       |
| Plan V11, 12,13 | 1972–1976 | 45      | 921–965  | Talbot       |

## Einsatz
Die Niederländische Eisenbahn unterscheidet im Personenverkehr zwischen den beiden Zuggattungen Sprinter (ursprünglich Stoptrein) und Intercity (anfangs auch Sneltrein). Beide Zuggattungen verfügen über eine 1. und 2. Klasse. Die Sprinter werden im Regionalverkehr eingesetzt, sie haben eine größere Zahl an Türen und halten an jedem Bahnhof. Die Intercity verbinden nur die größeren Bahnhöfe, sie sind komfortabler und fahren vorzugsweise längere Strecken. Die Mat ’64 wurden überwiegend als Sprinter eingesetzt, aber auch im Intercity-Verkehr kamen sie gelegentlich zum Einsatz.
Die Mat ’64 verfügen über je einen Führerstand vorne und hinten. Dies erlaubt den Einsatz als Wendezug. Auch die Kopplung von Zügen zu Mehrfachtraktion ist möglich. Die Züge verfügen über ein charakteristisches Motorengeräusch. Gebremst wird über pneumatisch betätigte Klotzbremsen, sie sind die Ursache für relativ hohe Abrollgeräusche im Vergleich zu heutigen Bahnen und für gelegentlich kreischende Bremsgeräusche.
Die Mat ’64 wurden auf so gut wie allen elektrifizierten Bahnstrecken der Niederlande eingesetzt. Es gab auch Fahrten ins benachbarte Ausland, wie z. B. nach Emmerich am Rhein oder Bad Bentheim. Seit 2006 werden in den Niederlanden Eisenbahnstrecken außerhalb der Randstad ausgeschrieben, die Gesellschaften Arriva und Veolia Transport übernahmen damals je acht Mat-’64-Zugpaare und betrieben damit die übernommenen Strecken für knapp zwei Jahre, bis neue Triebwagen geliefert wurden. Das niederländische Verkehrsunternehmen Connexxion setzte 2006 auf der Strecke „Valleilijn“ (Amersfoort – Ede-Wageningen) für ein Jahr fünf Mat-’64-Zugeinheiten ein.

## Unfall von Halfweg
Beim Eisenbahnunfall von Halfweg entgleiste am 2. November 1966 Die Einheit Nr. 521 als Zug 1018 in der Provinz Noord-Holland. Der Zug fuhr mit zu hoher Geschwindigkeit über eine Weiche. Dies führte zu Schäden an allen Wagen. Die Triebkopf Bk1 kam nach der Entgleisung direkt neben dem Gleis zum Stehen, der BD-Wagen stand komplett neben der Strecke, während die AB- und Bk2-Hälfte in einem Graben auf der Seite landeten. Am 7. November 1966 kam der Zug zur Reparatur im Revisiebedrijf Haarlem an. Die Rücklieferung erfolgte am 24. Juli 1967. Die Möglichkeit wurde auch genutzt, um das Set einer kleinen Revision zu unterziehen.

## Ausmusterung

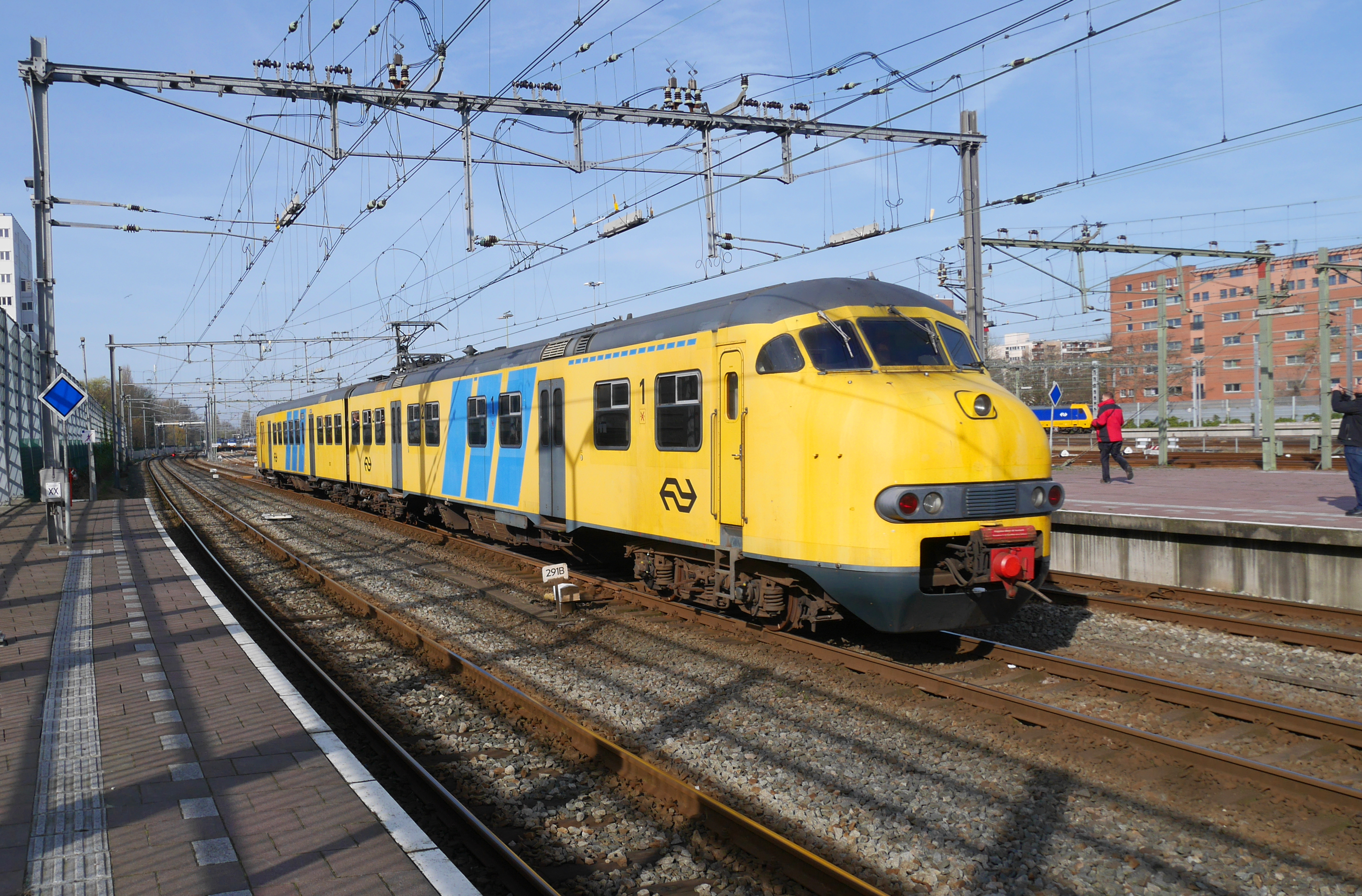
Nr. 876 im Bahnhof Rotterdam Centraal anlässlich der bevorstehenden Stilllegung der Hoekse Lijn, 2017

Die älteren Plan T-Züge wurden zuletzt in den Jahren 1999 bis 2002 renoviert. Ab ca. 2008 wurden sie nach Ablauf der Wartungsintervalle außer Dienst gestellt. In den 1990er-Jahren und ab dem Jahr 2000 verstärkt begann auch die Ausmusterung der Plan V-Triebzüge. Nachfolger waren die NS-Baureihe ICM (Koploper), die NS-Baureihe SM ’90 (Railhopper), die NS-Baureihe SLT und die Doppelstockzüge Dubbeldeksaggloregiomaterieel (DD-IRM) sowie Nieuwe Intercity Dubbeldekker (NID).
Mit dem Fahrplanwechsel Ende 2015 war beabsichtigt, alle verbliebenen Plan V-Einheiten außer Betrieb zu nehmen. Wegen Fahrzeugmangel verzögerte sich dies jedoch bis zum 4. April 2016. Bis dahin waren noch 28 Züge einsatzfähig. Besonderheit heute ist ein in Amsterdam–Lelylaan abgestellter Plan V, der zu einem Restaurant umgebaut worden ist. Die Zugeinheiten Nr. 876 und 904 gehören einer Stiftung für Museumszwecke. Ursprünglich besaß die Stiftung auch die Nr. 419, die jedoch 2009 bei einem Zusammenstoß irreparabel beschädigt wurde.